# Liste der Träger des Verdienstordens des Landes Rheinland-Pfalz/2019
Im Jahr 2019 wurden folgende Personen mit dem Verdienstorden des Landes Rheinland-Pfalz geehrt:
| Ordensträger        | Lebensdaten | Wohnort               | Wirken                                                                                         |
| ------------------- | ----------- | --------------------- | ---------------------------------------------------------------------------------------------- |
| Christoph Beck      |             | Rengsdorf             | Landesbühne Rheinland-Pfalz                                                                    |
| Irene Dingel        | * 1956      | Ober-Olm              | Kirchenhistorikerin und evangelische Theologin, Engagement im akademischen Bereich             |
| Clemens Dorn        |             | Berschweiler bei Kirn | ökologischer Landbau                                                                           |
| Martin Görlitz      |             | Koblenz               | Nachhaltigkeit für junge Menschen                                                              |
| Ruth Jaensch        |             | Mainz                 | Commit Club Behinderter und ihrer Freunde in Mainz und Umgebung e. V.                          |
| Rudolf Merod        |             | Trier                 | Elternvertretung                                                                               |
| Siegfried Pick      |             | Bad Kreuznach         | Ausländerarbeit                                                                                |
| Nancy Poser         | * 1979      | Trier                 | Juristin und Parabocciaspielerin, Deutsche Hirntumorhilfe e. V.                                |
| Marion Schulz-Reese |             | Kaiserslautern        | wissenschaftliche Nachwuchsförderung                                                           |
| Lothar Sorger       |             | Olsbrücken            | IG Metall                                                                                      |
| Walter Ullrich      | 1931–2024   | Wachtberg             | Schauspieler, Theaterregisseur und Theaterintendant, Landesbühne Rheinland-Pfalz               |
| Roland Walther      |             | Andernach             | Verband Wohneigentum Rheinland-Pfalz e. V.                                                     |
| Benni Over          |             | Niederbreitbach       | Schutz von Orang-Utans                                                                         |
| Petra Weitzel       |             | Mainz                 | Engagement bzgl. der Akzeptanz von Transgender und intersexuellen Menschen in der Gesellschaft |